# Franz Michaux
 (décembre 2020).
Franz Michaux (Gosselies, 1912-1994) est un avocat, juge de paix, dramaturge et écrivain belge de langue française et de langue wallonne, notamment auteur, entre 1942 et 1944, de pièces de théâtre écrites en captivité et représentées par et pour les prisonniers dans les camps allemands.

## Biographie
Né le 28 août 1912 à Gosselies (près de Charleroi, Belgique), Franz Michaux s’y fait d’abord connaître comme avocat et conseiller communal. Il est une cheville ouvrière de Notre Cité, périodique catholique qu'il lance avec d'autres pour nourrir et équilibrer le débat d'idées local.
Parallèlement, il rêve d’embrasser une carrière littéraire, tâche à laquelle il s’est attelé dès le milieu des années 1920, explorant poésie, conte et théâtre.
En janvier 1939, sa première pièce en français, Tornades, est représentée avec succès dans sa ville. Annoncée largement dans la presse locale, notamment Notre Cité, la première accueille 600 spectateurs.
Franz Michaux est sur le point de terminer sa deuxième pièce, L'Île au Soleil, lorsqu'il est mobilisé (dès 1939) puis lorsque l'armée allemande envahit la Belgique, le 10 mai 1940.En captivité dans des camps d'officiers (oflags de Tibor, Prenzlau puis Fischbeck), il voit ses projets prendre une tournure inattendue. En effet, une véritable entreprise fictionnelle collective s'y empare des prisonniers à travers une activité théâtrale intense - pour une part en langue dialectale - à laquelle, pour échapper à leur condition, tous ou presque participent. Dans ces immenses camps où pour une durée indéterminée quatre ou cinq milliers de détenus sont éloignés de leur famille et de leur pays, livrés au désœuvrement, à la promiscuité et à la faim, la fiction théâtrale devient un dérivatif salutaire quasi quotidien, comme l'écrit l'un d'eux dans ses souvenirs : « Dans chaque camp où la guerre nous a groupés, il n'est pas de mois, pas de semaine, on pourrait dire à certains moments pas de jour qui passe sans qu'une courageuse minorité n'offre à une majorité attentive […] un spectacle théâtral ». Ainsi les officiers transforment-ils leurs années de captivité en tentative - en réussite, devrait-on dire - d'évasion permanente, avec l'approbation de leurs geôliers.
C'est dans ce contexte que, confronté à la faiblesse du répertoire en wallon carolorégien, Franz Michaux choisit d'en créer lui-même des pièces nouvelles, dont il interprète certains rôles, au sein d'une troupe carolo improvisée avec d'autres volontaires (qui sera baptisée L'Erculot, fin 1942). Représentées par quelques prisonniers (aussi bien dans les rôles masculins que féminins), écrites par l'un d'entre eux et préparées « à temps plein » durant de longs mois par quantité d'autres (architectes, ingénieurs, électriciens, chimistes… se convertissant en spécialistes tout désignés : décorateurs, machinistes, techniciens lumière, bruiteurs…) se tuant à la tâche pour s'occuper l'esprit (sinon s'oublier) autant que celui de leurs autres compagnons d'infortune qui brûlent d'y assister, ces pièces rencontrent un accueil remarquable.
En particulier, à l'été 1942, Quand i r’véra (qui raconte l’attente du retour au foyer d’un proche en captivité) connaît un succès certain, à tel point qu'une copie en est subtilement exfiltrée par un train sanitaire et que, aussitôt publiée à Charleroi, ainsi qu'adaptée en wallon du Centre, elle est jouée à travers la Belgique dès 1943 - alors que l'auteur en est lui-même tenu éloigné. Au total celui-ci donne cinq pièces en wallon durant sa captivité, mais également d'autres écrits marquants, en français, notamment des sketches, des chansons et des poésies dont La Cantilène du petit caleçon (Tibor, 1941), célébrant le dénuement et ce faisant la force de caractère des détenus par le biais vestimentaire le plus prosaïque, ou encore Gosselies, ode à sa ville natale.
La qualité de ces pièces, saluées par la critique qui y voit rien de moins que « la meilleure part », du théâtre dialectal hennuyer durant la guerre, et le contexte particulier de leur genèse les rendent représentatives du « théâtre en captivité » dans son ensemble (au-delà même du choix de leur langue, lié à la nostalgie du pays et aux besoins du répertoire), leur conférant par là une valeur historique inestimable et un intérêt patrimonial certain. Encore régulièrement jouées après la Libération, ces pièces sont par ailleurs diffusées à plusieurs reprises sur les ondes de la radiodiffusion télévision belge (RTB), dans les années 1970 et probablement avant.
Après la guerre, élu échevin (P.S.C.) à Gosselies, convaincu que l’épreuve a rendu les hommes solidaires et animé par un esprit résolument pacifiste, Franz Michaux s’engage un moment plus activement dans la vie politique locale, avant de déchanter face à la nature intrinsèquement conflictuelle de la politique et de s’en éloigner définitivement en 1950 - son appartenance à la majorité le contraignant à des positions contre nature, dont il aurait souhaité préserver ses amitiés notamment avec les groupements d’ex-prisonniers de guerre. Il se consacre alors à la famille qu’il s’apprête à fonder et à sa carrière d’avocat, puis de juge de paix (de la ville de Thuin), non sans s’adonner à l’écriture mais désormais exclusivement dans le cadre de la Revue du barreau, qu’il dirige.
Il décède à Gosselies le 19 mars 1994, à l’âge de 81 ans.

## Œuvre théâtrale
Entre ( ) = année d'écriture
Théâtre en français
- Tornades (1938)
- L’Île au Soleil (1939)

Théâtre en wallon
- Quand i’r’véra (1942), publiée par l’œuvre Le Colis gosselien, à Charleroi (1943)
- Pou s’bounheur (1942)
- In r’tour di flamme (vers 1942-1943)
- Famiye (1943)
- In bia d’jou (1944)

## Caractéristiques
Début 1945, un courant d'optimisme gagne l'oflag X D de Fischbeck où est détenu Franz Michaux, depuis son transfert de Prenzlau en septembre 1943. Un espoir plus précis de libération se fait jour. Nombreux sont alors les officiers à entreprendre de fixer par l'écrit, le dessin, la gravure le témoignage de leur captivité. Parmi eux, débarqué à Fischbeck un an plus tôt, en 1942, en provenance d'Eichstätt : Camille Caganus. Déjà auteur de recueils de poésie publiés au début de la guerre, celui-ci fait le bilan de cinq années d'activité théâtrale dans les camps : son livre Théâtre en captivité : souvenirs et réflexions sortira de presse dès la fin du conflit. Nul mieux que lui a su décrire les caractéristiques du théâtre de Franz Michaux, qu'il présente en ces termes : « Le plus abondant et - à mon sens - le plus habile de ceux qui écrivirent en wallon parmi nous ».
À propos de Quand i'r'véra, il écrit : « Franz Michaux y révélait une habileté extraordinaire sur le plan de la construction théâtrale, comme sur le plan sentimental : ce sera je crois, pour tout ce qu'il écrivit, sa plus grande qualité : ce sens inné de la limite qu'il faut atteindre pour toucher et émouvoir, mais surtout à laquelle il faut s'arrêter pour ne pas être lassant. Le côté sentimental des choses est un des plus délicats à traiter en wallon ; on a une certaine difficulté, sinon une répugnance à subir l'émotion parce qu'elle est exprimée en un parler réputé dur. Franz Michaux le sait bien et c'est toujours avant l'apparition du danger de cette lassitude qu'il s'arrête et tourne court en une heureuse diversion ».
Dans Famiye, Camille Caganus voit « un problème humain […] exposé, développé et résolu avec une clairvoyance remarquable ; il atteint à certain moment des sommets dramatiques intenses ; c'est la pièce forte où l'élément comique n'est pas négligé, mais où il est au contraire habilement répandu, comme dans la vie ».
Mais il s'étend surtout sur In bia d'jou, pièce pour laquelle il ne tarit pas d'éloges : « Ce fut une sorte de féérie : côtoyant sans cesse le danger de la sentimentalité, n'y tombant jamais, ne voulant rien expliquer et laissant ce soin au spectateur, Franz Michaux offrait là une œuvre qui pour moi dépasse tout ce qu'il fit avant. Il avait véritablement libéré dans leur monde de lanternes magiques et de flons-flons des êtres simples et débordants de poésie ; derrière aucun d'eux, à aucun moment, on ne sentait l'auteur dramatique préoccupé de mener à bien sa démonstration, ni même son intrigue ». Et de conclure : « Je n'ai jamais ressenti une telle liberté chez des personnages de théâtre et c'est ici surtout que l'auteur a montré son sens inouï de la limite. Mais il avait, en plus, un charme infini ».

## D'une pièce à l'autre
Entre ( ) = année d'écriture

### Tornades(1938)
Pièce (en français) en 3 actes, écrite en avril 1938.

#### Scénario
Tornades nous plonge dans un milieu d'où l'honnêteté semble exclue : celui de Kolner, financier sans scrupules. Sa femme, épouse délaissée, est un ange de bonté et de douceur. Leur fille Jeanne, ignorante de tout, est heureuse : elle aime un camarade d'université, Pierre Lairesse.
Le père de celui-ci, qui ne connaît pas cette idylle, blesse, au cours d'une discussion, le secrétaire de Kolner ; avant de purger sa peine, il a le temps de dénoncer les turpitudes du banquier, ce qui met fin au bonheur des jeunes gens. Les deux hommes se retrouvent en prison ; la situation de la banque est désespérée ; le mariage de Jeanne avec le secrétaire de son père, un vrai « businessman », arrangerait tout. Jeanne se dévoue : elle accepte le marché, car c'en est un. La jeune fille et Pierre, qui n'ont jamais cessé de s'aimer, réussiront-ils à réunir leurs pères et à leur faire retrouver le sens de l'honneur ?

#### Représentations
- Créée en Belgique le 29 janvier et le 5 février 1939 à Gosselies (salle des Fêtes de l'Hôtel du Midi), par la troupe L'Étincelle, à forte composante familiale. Régie et mise en scène : Dr Adophe Michaux.

#### Personnages et distribution à la création[18]
- Kolner (50 ans), financier : Dr Adolphe Michaux (petit-cousin du père de Franz Michaux)
- Jeanne (20 ans), fille de Kolner : Mme Romain-Falise
- épouse de Kolner (45 ans) : Agnès Dervigny
- amie de Kolner : Mme D. Dumont
- Gustave Lairesse (50 ans) : Franz Michaux
- Pierre, fils de Gustave Lairesse (25 ans), étudiant : Léon Michaux (frère de Franz Michaux)
- Walter Green, secrétaire : Émile Michaux (frère de Franz Michaux)
- De la Taille
- l'huissier
- le gardien
- le formaliste
- le Docteur
- Gaby (30 ans)

Ces derniers personnages étaient notamment interprétés par MM. Houyoux, Vincent, Francq et Dissy.

### L'Île au Soleil(1939)
Pièce (en français) en 3 actes, écrite en 1939 (terminée en captivité ou peut-être après la Libération).

#### Contexte
En 1939, l'Allemagne se lance dans la course à l’armement atomique, bientôt suivie par les États-Unis, course qui aboutira six ans plus tard aux bombes d’Hiroshima et Nagasaki, imposant fin de la guerre en même temps qu’ouvrant une nouvelle ère de paix maintenue par la dissuasion, qui deviendra plus actuelle encore avec le développement des programmes nucléaires.

#### Scénario
Dans cette pièce rédigée en 1939 (qui ne sera représentée qu’en 1947), Franz Michaux use de deux autres motifs, celui de la pandémie et de la course à l’antidote. Il y met en scène un savant sur le point de vendre à son pays l’aboutissement d’une vie de recherche : la possibilité d’infliger une maladie mortelle à une population entière. Une découverte suffisamment néfaste pour pouvoir servir d’arme de dissuasion. Lorsque la nature du travail de son père lui est révélée, la jeune fille du docteur, qu’elle idéalisait, tombe de haut. Elle entreprend de le raisonner, mais celui-ci ne veut rien entendre et croit définitivement justifier les bienfaits de son action par le sentiment à ses yeux le plus noble : le patriotisme. À la paix d’un pays particulier, la jeune fille oppose l’humanité tout entière. Dans cet élan humaniste, elle pose un acte terrible… qui amène son père à se lancer dans une course contre-la-montre pour mettre au point le moyen d’annihiler les effets de sa découverte.

#### Représentations
- Première représentation vers juin 1947[2].

#### Personnages
- Docteur Rock
- Liliane, fille du Dr Rock
- Docteur Jacques Verlé
- Abraham Brown, homme d'affaires
- Thora, assistante du Dr Rock
- le boy
- Platzer
- Hermann
- 1er matelot
- 2e matelot
- Miss Hawkins, gouvernante

### Quand i’r’véra(1942)
(« Quand il reviendra »)
Pièce (en wallon) en 3 actes, écrite en 1942.

#### Représentations
- Créée à l'oflag II A de Prenzlau le 21 juin 1942. Régie : Franz Michaux et Henri Van Cutsem.
- Reprise à l'oflag X D de Fischbeck, en 1943 ou 1944, par la troupe L'Erculot.
- Première en wallon carolorégien en Belgique le 11 avril 1943 à Gosselies, par l'entente dramatique, section wallonne du Colis gosselien. Distribution : Olga Renier Hillart (Lalie), Germaine Dethier (Louwise), Émile Michaux (Pierre), Ph. Harlet (Tchophile), Robert Michaux (Constant), Pierre Houyoux (Polyte).
- Premières en wallon du Centre (adaptation Alfred Loth) en Belgique à partir du 4 avril 1943 à La Louvière, au Théâtre Wallon, par la troupe Les Muscadins (14 représentations), au profit des prisonniers de guerre (L'Entr'aide des Combattants 1914/18 - 1940). Distribution : Madeleine Kuneben (Lalie), Eva Jongen (Louise), Léon Decorte (Pierre), Maurice Désier (Théophile), Jules Cornélis (Constant), Émile Boisd'enghien (l'ouvrier).
- Le 30 mai 1943 à Charleroi, à la Salle des Fêtes de l'Hôtel de Ville.
- Premières en wallon de Liège (Qwand i'r'vinrèt, adaptation Jean Dauven) en Belgique en février 1946 à Liège, au Théâtre du Trocadéro.

#### Personnages et distribution à la création
- Pierre (30 ans), colporteur : Franz Michaux
- Constant (30 ans), ami de Pierre : André Bouillet
- Tchophile (60 ans), beau-père de Pierre : Maurice Jacqmain
- Polyte (60 ans), plombier : Maurice Danthine
- Louwiss' (25 ans), femme de Pierre : Léopold Moreau
- Lalie (60 ans), maman de Louwiss' : Marcel Camus

#### Diffusions
- 18 février 1972 (adaptation en wallon du Centre par Alfred Loth), soirée dialectale du Centre, centre de Production du Hainaut, radiodiffusion télévision belge (RTB)
- 21 septembre 1973, deuxième programme radio, centre de Production du Hainaut, radiodiffusion télévision belge (RTB)

### Pou s’bounheur(1942)
(« Pour son bonheur »)
Pièce (en wallon) en 1 acte, écrite en 1942.

#### Représentations
- Créée à l'oflag II A de Prenzlau le 9 janvier 1943, par la troupe L'Erculot.

#### Personnages et distribution à la création
- Célina (60 ans), femme de Djoseph : Marcel Camus
- Claire (20 ans), petite-fille de Célina : Léopold Moreau
- Djoseph (65 ans) : Maurice Jacqmain
- Robert (25 ans), galant de Claire : Franz Michaux
- l'ouvrier (60 ans) : Maurice Danthine

### In r’tour di flamme(1942 ou 1943)
(« Un retour de flamme »)
Pièce (en wallon) en 1 acte, écrite en 1942 ou 1943.

#### Représentations
- Créée à l'oflag II A de Prenzlau en 1942 ou 1943, par la troupe L'Erculot.

#### Personnages
- Gertrude
- Roger
- Suzanne
- Batisse

#### Diffusions
- 2 mars 1973, deuxième programme radio, centre de Production du Hainaut, radiodiffusion télévision belge (RTB)

### Famiye(1943)
(« Famille »)
Pièce (en wallon) en 3 actes et 4 tableaux, écrite en 1943.

#### Représentations
- Créée à l'oflag X D de Fischbeck les 12, 13, 14, 15 et 16 novembre 1943, selon le tapuscrit original ; en décembre, selon une interview de l'auteur[19] (ce qui correspondrait à l'affiche dessinée par Jean Marchal, conservée dans le Fonds Franz Michaux) - par la troupe L'Erculot.
- Première en Belgique le 10 novembre 1945 à Gosselies.
- Le 10 décembre 1945 à Charleroi, au Théâtre des Variétés (avec en prologue Les Canlettes, pièce en 1 acte d'Henri Van Cutsem). Distribution : Mmes O. Renier, M. Romain, B. Morsiaux, G. Fromont ; MM. Ph. Harlet, Maurice Jacqmain, Léon Michaux, L. Houyoux, E. Payen, R. Lefevre, R. Michaux, Maurice Danthine, P. Houyoux, E. Michel, M. Michel.

#### Personnages
- Batisse (70 ans)
- César, fils de Batisse
- Léon, petit-fils de Batisse
- Fred (15 ans), frère de Léon
- Dudule
- Arsène
- Gérard, fils d'Arsène
- Prosper, père de Jeanne
- un porteur de dépêches
- Norbert, ami de Batisse
- M. Benoit, directeur de l'École industrielle
- Irma, femme de César
- Nathalie, femme d'Arsène
- Lucienne, fille de César
- Jeanne, fille de Prosper

### In bia d’jou(1944)
(« Un beau jour »)
Pièce (en wallon) en 3 actes, écrite en décembre 1944.

#### Représentations
- Créée à l'oflag X D de Fischbeck en 1944 ou 1945, par la troupe L'Erculot.

#### Personnages
- Rosette (17 ans)
- Flore (18 ans)
- Polyte (45 ans)
- Hiquet (40 ans)
- Gusse (40 ans)
- Napoléon (25 ans)
- Pierre (19 ans), timide soupirant de Rosette
- Batisse (45 ans), électricien
- Constance (22 ans), nièce de Judith
- Zulma (20 ans)
- Victor (23 ans), amoureux de Flore
- Judith (55 ans), concierge de l'école
- Félix (60 ans), mari de Judith
- Palmyre (40 ans), demoiselle mais « dame d’œuvre »
- René (23 ans)
- Oscar (22 ans)
- Arthur (30 ans)
- Marcel (25 ans)
- André (20 ans)

## Allocution sur le théâtre de captivité
À l'invitation de Georges Fay, président de l'Association Littéraire Wallonne de Charleroi, Franz Michaux y prononce une allocution (date inconnue, mais entre 1945 et 1947) sur le « théâtre de captivité » et sur la place du wallon dans celui-ci.
Il y développe les caractéristiques de ce théâtre comme suit : son répertoire, ses salles, ses décors, ses acteurs et son public.

### Répertoire
Comme Franz Michaux a pu s'en rendre compte lors de ses propres transferts ou des arrivées d'autres compagnons ayant « joué » ailleurs, il observe que le répertoire fut à peu près commun à tous les camps, du moins les oflags (dont la particularité fut de ne soumettre ses détenus à aucune obligation de travail manuel, leur permettant de se consacrer totalement à leurs propres activités, le théâtre y occupant une place centrale). Partout, en même temps et sans concertation possible, les mêmes pièces furent jouées. Par ailleurs, non seulement le choix des pièces principales fut semblable, mais également celui des genres - et mieux encore, celui du passage d'un genre à l'autre, qui se fit à rebrousse-poil du trajet historique : « En captivité, nous sommes partis du music-hall ; du music-hall nous sommes passés à la comédie légère ; de la comédie légère à la comédie plus profonde et le théâtre serait peut-être finalement retourné à ses origines sacrées puisque la dernière pièce qui devait être jouée mais que les événements nous ont empêchés de réaliser devait être L'Annonce faite à Marie ».
Au rayon dialectal, Franz Michaux rappelle le démarrage plus prompt, en captivité, des théâtres liégeois et borain, qui disposaient, l'un d'un répertoire abondant, l'autre des pièces d'Henri Tournelle et de Bosquetia ; mais également leur essoufflement rapide, en particulier pour le théâtre borain, limité à ces deux auteurs, dont les pièces se renouvellent peu. C'est dans ce contexte que se forme L'Erculot, troupe dialectale carolorégienne emmenée par Franz Michaux : « [L'Erculot] vint au monde en décembre 42, après d’ailleurs quelques avatars. Il avait pour père "le Centre", c’est-à-dire nos amis de La Louvière et environs, et pour mère "la Carolo" ». Outre les créations de Michaux, L'Erculot monte entre autres plusieurs pièces d'Henri Van Cutsem père (Tintin) et fils (L'Amour à l'fiesse, À s'nâdge…), ou encore Les Micropes ! d'Alfred Léonard, Mène de Louis Noël, ou L'ania de Georges Fay.
Enfin, Franz Michaux, qui avait lui-même débuté avant-guerre par deux pièces en français, s'explique sur le choix, a priori étonnant de la part d'officiers, d'exprimer leur art en wallon : « Alors que nous nous trouvions pourtant dans un milieu où le wallon n’est pratiqué qu’incidemment, les pièces dialectales firent parfois des records de recettes. J’imagine que l’éloignement du pays nous en avait fait retrouver plus vivement le goût. À des centaines de kilomètres, nous retrouvions brusquement au coin d’une scène tel personnage que nous rencontrions chez nous au coin d’une rue. Magie de l’évocation et du souvenir ! Et puis : les pièces wallonnes sont vraies. Elles remuaient en nous un fond de sentiments et peut-être d’atavisme que nous avions négligés ». Et de conclure : « Je crois que le théâtre français aurait parfois intérêt à réapprendre à l’école du théâtre wallon certaines notions de vérité, un sens plus précis et plus exact de l’humain sans lequel, l’expérience le prouve, on n’a jamais bâti une grande œuvre ».

### Salles
Franz Michaux décrit ensuite dans quel « milieu absolument impropre […] doit se créer cette atmosphère spéciale au théâtre ». Baraques de planches - glaciales l'hiver, étouffantes l'été - qui deux heures avant servaient de cantine misérable. Tabourets inconfortables. Bruits de bassines. Cris extérieurs. « Et cependant, précise-t-il, tous les jours, pendant cinq ans, des centaines de spectateurs ont eu les yeux rivés sur la scène, des milliers de fils se sont noués de leur cœur au cœur de l’acteur. Car la magie du théâtre et notre besoin d’évasion étaient tels que nous avons toujours, dans toutes les circonstances, réussi à nous abstraire, à vivre pendant quelques heures en dehors du monde, des patates et des barbelés ».

### Décors
Si ce théâtre souffre du cadre dans lequel il doit s'accomplir, il tire des avantages d'autres aspects de la captivité. Ainsi Michaux, comme Caganus, soulignent-ils la variété, l'abondance et l'exécution parfaite des décors et des accessoires du théâtre en captivité - à tel point que celui-ci, selon eux, dépassa sur ces plans ceux du théâtre amateur « normal », voire ceux du théâtre professionnel. « Les raisons en sont nombreuses, précise Franz Michaux : le temps dont nous disposions et qui permettait à certains de se livrer complètement au travail de confection des meubles, décors, costumes. Les spécialistes qui nous apportèrent leur concours, architectes faisant les plans, artistes-peintres brossant les décors ou grimant, artistes tout court essayant de saisir dans une pièce son moment essentiel, son aspect primordial et s’ingéniant à reproduire dans le décor et dans l’ameublement cet esprit léger ou sombre, moderne ou ancien, qui court à travers l’œuvre ». De quoi, selon Michaux, inviter tous les cercles d'amateurs à accorder plus de soin à leurs scènes.

### Acteurs… et actrices
Toujours selon Michaux, la qualité des décors du théâtre en captivité n'eut d'égale que celle des acteurs : d'une part pour une raison d'ailleurs commune, à savoir le temps quasi illimité à disposition des officiers ; d'autre part en raison du profil des acteurs, pour la plupart nouveaux venus sur les planches, donnant à leur jeu instinctif la force de la passion et du plaisir. Leur désir d'apprendre le métier conjoint aux répétitions innombrables, plusieurs heures par jour, pendant plusieurs mois, assurèrent le perfectionnement individuel et, surtout, façonnèrent des troupes d'une homogénéité rare. Parmi les effets de ce double aboutissement, Franz Michaux met en évidence l'émergence d'une catégorie particulière d'acteurs : les actrices. Il souligne l'emploi de ce mot - plutôt que « travestis » - pour indiquer avec quel saisissement et quel réalisme les rôles féminins, évidemment tenus par des acteurs, furent incarnés. « Jeunes épouses solitaires, fiancées, mères, combien nous avions la nostalgie de votre douceur, de votre féminité, écrit Franz Michaux ! Le théâtre de captivité par un nouveau miracle nous a permis de vous voir revivre, oh ! imparfaitement bien sûr, et je ne ferai pas l’injure à nos compagnes d’établir des comparaisons mais il est certain qu’à force de travail, de patience, d’études, à coups de cœur – si je puis dire – certains d’entre nous et parmi les plus sensibles ont réussi à recréer pour nous, pendant quelques heures, l’illusion ».

### Public
Dernier élément, mais non le moindre : le public du théâtre en captivité fut foncièrement différent d'un public « normal ». En effet, ce public de prisonniers n'attendait du théâtre qu'un bénéfice précis : l'évasion. « [Ce] public va au théâtre pour s’évader, il veut vivre en dehors de lui-même ou peut-être mieux retrouver son vrai « moi » enfoui sous les couches de misère de la captivité. Il ne souffrira pas la médiocrité. Il voudra être ému totalement, être pris. Public difficile, mais public « en or » si on réussit à le capter. Public qui fera une ovation pour une phrase qui l’aura ému. Et pourtant ! Combien ont gagné la salle de spectacle avec au cœur le souci d’une lettre, attendue en vain, combien ont regardé avec effroi avant de quitter la chambre l’armoire vide et le souper absent. Le public de captivité aurait dû être un public nerveux, inquiet, exigeant. Il fut bon, attentif et passionné ».
Ces observations amènent Franz Michaux, auteur s'exprimant aussi bien en wallon qu'en français, à conclure son allocution sur une position novatrice. Selon lui, par la particularité de son public et la variété de son répertoire, le « théâtre de captivité » a en effet démontré que « les pièces dialectales pouvaient s’adresser à la fois au peuple et à une élite. À ce point de vue, poursuit-il, pour ceux qui comme nous se consacrèrent au théâtre dialectal la captivité fut une rude école. Le public qui venait nous applaudir était le même qui la veille entendait L’Œdipe-Roi de Sophocle, Les Plaideurs de Racine ou Le Barbier de Séville de Beaumarchais. Il a beaucoup exigé de nous. Il nous a surtout appris le sens de la mesure – qui est force – et le désir de renouvellement – qui est vertu. Il nous a appris encore […] que le Beau est dans tout, que toute langue a sa poésie et qu’une littérature ne meurt que lorsque ceux qui en ont la garde laissent […] s’éteindre le feu sacré ».

## Fonds Franz Michaux
Parmi les sept pièces précitées de Franz Michaux, une seule a été publiée - et demeure introuvable depuis l'après-guerre. On peut ainsi trouver des témoignages sur ce que fut le théâtre en captivité, mais les créations originales de ce théâtre ont disparu depuis longtemps ou, dans le meilleur des cas, sont enfouies dans des archives privées.
Conservé par les descendants de l'auteur, le Fonds Franz Michaux est constitué d'archives diverses, parmi lesquelles :
- manuscrits et tapuscrits originaux (théâtre, poésie, conte, etc.)
- photographies dans les camps
- correspondance de l'auteur avec sa famille
- coupures de presse
- affiches et dessins

Ce fonds est destiné à être sauvegardé, numérisé, valorisé, pérennisé et partagé.